# Asamblea Nacional de Nicaragua
La Asamblea Nacional de Nicaragua o Parlamento Nacional de la República es el órgano de tipo unicameral que ejerce el poder legislativo de la República de Nicaragua. Nace después de la aprobación de la constitución de 1986 reemplazando al anterior Congreso Nacional de Nicaragua.
La Asamblea Nacional está integrada por 92 diputados con sus respectivos suplentes, elegidos por voto universal, igual, directo, libre y secreto, mediante el sistema de representación proporcional. En carácter nacional de acuerdo con lo que se establezca en la ley electoral se elegirán 20 Diputados y en las circunscripciones departamentales y Regiones Autónomas 70 Diputados.
También forman parte de la Asamblea Nacional como Diputados, propietario y suplente respectivamente, el Expresidente de la República y Exvicepresidente electos por el voto popular directo en el período inmediato anterior; y, como Diputados, propietario y suplente, los candidatos a Presidente y Vicepresidente de la República que participaron en la elección correspondiente, y hubiesen obtenido el segundo lugar.
Los Diputados ante la Asamblea Nacional serán elegidos para un período de cinco años, que se contará a partir de su instalación, el nueve de enero del año siguiente al de la elección.
Todos los diputados gozan de la inmunidad parlamentaria en el ejercicio de sus funciones como diputado. Anteriormente a la Revolución Sandinista, el poder legislativo era llamado congreso y su sede se encontraba en el Palacio Nacional de Nicaragua, actual Palacio de la Cultura, en la capital Managua.

## Junta directiva de la Asamblea Nacional
El 9 de enero de 2017 se eligieron los siguientes cargos para constituir la Junta Directiva para el periodo 2017-2018; En el año 2021 se reeligieron a los miembros:
Presidencia de la Asamblea Nacional: Gustavo Eduardo Porras Cortés (FSLN)
Vicepresidencia primera: Maritza del Socorro Espinales (FSLN)
Vicepresidencia segunda: Gladis de los Ángeles Báez (FSLN)
Vicepresidencia tercera: María Haydée Osuna (PLC)
Primera Secretaría General: Loria Raquel Dixon Brautigan
Segundo secretario: Carlos Wilfredo Navarro Moreira 
Tercer secretario: Alejandro Mejía Ferreti

## Reparto actual de escaños 2021-2026
Reparto de escaños tras el resultado electoral del 7 de noviembre de 2021.
- Frente Sandinista de Liberación Nacional (FSLN): 75
- Partido Liberal Constitucionalista (PLC): 9
- Alianza Liberal Nicaragüense (PLI): 2
- Alianza por la República (APRE): 1
- Partido Liberal Independiente (PLI): 1
- Camino Cristiano Nicaragüense (CCN): 1
- YATAMA: 1

## Representación en la Asamblea Nacional de Nicaragua
| Bandera | Nacional o Departamental                                                                  | Número de diputados |
|         | Nacional                                                                                  | 20                  |
|         | Managua                                                                                   | 19                  |
|         | Chinandega                                                                                | 6                   |
|         | León                                                                                      | 6                   |
|         | Matagalpa                                                                                 | 6                   |
|         | Masaya                                                                                    | 4                   |
|         | Carazo                                                                                    | 3                   |
|         | Chontales                                                                                 | 3                   |
|         | Costa Caribe Norte                                                                        | 3                   |
|         | Estelí                                                                                    | 3                   |
|         | Granada                                                                                   | 3                   |
|         | Jinotega                                                                                  | 3                   |
|         | Boaco                                                                                     | 2                   |
|         | Costa Caribe Sur                                                                          | 2                   |
|         | Madriz                                                                                    | 2                   |
|         | Nueva Segovia                                                                             | 2                   |
|         | Rivas                                                                                     | 2                   |
|         | Río San Juan                                                                              | 1                   |
| -       | Titular de la Presidencia de la República en el periodo inmediatamente anterior           | 1                   |
| -       | Candidato que obtuvo el segundo lugar en la última elección de Presidente de la República | 1                   |

## Composición histórica

### Período 1985-1990
- Frente Sandinista de Liberación Nacional (FSLN): 61
- Partido Conservador Demócrata de Nicaragua (PCD): 14
- Partido Liberal Independiente(PLI): 9
- Partido Popular Social Cristiano (PPSC): 6
- Movimiento de Acción Popular, Marxista Leninista (MAP-ML): 2
- Partido Comunista de Nicaragua (PC de N): 2
- Partido Socialista de Nicaragua (PSN): 2

### Período 1990-1997
- Unión Nacional Opositora (UNO): 51
- Frente Sandinista de Liberación Nacional (FSLN): 39
- Partido Social Cristiano: 1
- Movimiento de Unidad Revolucionaria (MUR): 1

### Período 1997-2002
- Alianza Liberal Nicaragüense: 42
- Frente Sandinista de Liberación Nacional (FSLN): 36
- Caminos Cristianos Nicaragüenses (CCN):4
- Partido Conservador de Nicaragua: 3
- Proyecto Nacional (PRONAL): 2
- Partido Resistencia Nicaragüense (PRN): 1
- Movimiento Renovador Sandinista (MRS): 1
- Alianza Unidad: 1
- Partido Liberal Independiente (PLI): 1
- Acción Nacional Conservadora (ACN): 1
- Alianza UNO 96: 1

### Período 2002-2007
- Partido Liberal Constitucionalista (PLC): 53
- Frente Sandinista de Liberación Nacional (FSLN): 38
- Partido Conservador de Nicaragua (PC): 1

### Período 2007-2012
- Frente Sandinista de Liberación Nacional (FSLN): 38
- Partido Liberal Constitucionalista (PLC): 25
- Alianza Liberal Nicaragüense (ALN): 23
- Movimiento Renovador Sandinista (MRS): 5
- Independiente (expresidente Ing. Enrique Bolaños Geyer): 1

### Período 2012-2017
- Frente Sandinista de Liberación Nacional (FSLN): 62
- Alianza Partido Liberal Independiente- Movimiento Renovador Sandinista (PLI-MRS): 26
- Partido Liberal Constitucionalista (PLC): 2

### Período 2017-2021[6][7]
- Frente Sandinista de Liberación Nacional (FSLN): 71
- Partido Liberal Constitucionalista (PLC): 14
- Partido Liberal Independiente (PLI): 2
- Alianza Liberal Nicaragüense (ALN): 2
- Partido Conservador (PC): 1
- Alianza por la República (APRE): 1
- YATAMA: 1

## Presidentes de la Asamblea Nacional de Nicaragua
De 1985 - 1990: Cmdte. Carlos Núñez Téllez, Frente Sandinista de Liberación Nacional (FSLN)
De 1991: Miriam Argüello Morales, Unión Nacional Opositora (UNO)
De 1992: Alfredo César Aguirre, Unión Nacional Opositora (UNO)
De 1993: Gustavo Tablada Zelaya, Partido Socialista Nicaragüense (PSN)
De 1994 - 1995: Luis Humberto Guzmán, Partido Popular Social Cristiano (PPSC)
De 1996: Cairo Manuel López, Unión Demócrata Cristiana (UDC)
De 1997 - 1998: Iván Escobar Fornos, Partido Liberal Constitucionalista (PLC)
De 1999 - 2001: Óscar Moncada Reyes, Partido Liberal Constitucionalista (PLC)
De 2002: Arnoldo Alemán Lacayo Partido Liberal Constitucionalista (PLC)
De 2003: Jaime Cuadra Somarriba, Partido Liberal Constitucionalista (PLC)
De 2004: Carlos Noguera Pastora, Partido Liberal Constitucionalista (PLC)
De 2005: Santos René Núñez Telléz, Frente Sandinista de Liberación Nacional (FSLN)
De 2006: Eduardo Goméz López, Partido Liberal Constitucionalista (PLC)
De 2007 - Septiembre de 2016: Santos René Núñez Téllez, Frente Sandinista de Liberación Nacional (FSLN)
De septiembre de 2016 - 8 de enero de 2017: Iris Marina Montenegro Blandón (Presidenta Por Ley tras el deceso del Ing. Santos René Núñez Téllez), Frente Sandinista de Liberación Nacional (FSLN)
De 9 de enero de 2017-: Gustavo Eduardo Porras Cortés, Frente Sandinista de Liberación Nacional (FSLN)